# Acanthodelta definita
Acanthodelta definita är en fjärilsart som beskrevs av Achille Guenée 1862. Acanthodelta definita ingår i släktet Acanthodelta och familjen nattflyn. Inga underarter finns listade i Catalogue of Life.